# Mike Ryan (arts)
Michael "Mike" J Ryan is een Ierse arts en hoofd-directeur van het WHO Health Emergency Programma. dat belast is met het internationale beheersing en behandeling van de COVID-19-pandemie.
Ryan was eerder gevestigd in Oeganda, waar hij hoofd was van een team van internationale experts, dat betrokken was bij de bestrijding van de Ebola-epidemie.
Ryan komt uit de gemeente Sligo, Ierland en groeide op in Charlestown, County Mayo.